# Oncopole - Lise Enjalbert
Oncopole - Lise Enjalbert est une station terminus de Téléo inauguré le 13 mai 2022.

## Géographie
La station est située sur la commune de Toulouse dans le quartier de Lafourguette près du Ruisseau de la Saudrune avant sa confluence avec la  Garonne.

## Toponymie
La station porte le nom de Oncopole - Lise Enjalbert en hommage à la virologue Lise Enjalbert professeure à la faculté de médecine de Toulouse.

## Caractéristiques
La station est située sur le site de l'Oncopole de Toulouse en rive gauche de la Garonne sur le site de l'ancienne usine AZF. Elle permet l'accès à la station Hôpital Rangueil - Louis Lareng sur les coteaux de Pech-David.

### Architecture
Les stations de la ligne sont réalisées par le cabinet d'architecte Séquences,.

## Intermodalité
La station est également desservie pars les lignes L5, 13, 25 & 152 de Tisséo et possède un parc relais.

## Prolongement éventuel
Un prolongement éventuel de la ligne est envisagé depuis la station de l'oncopole pour rallier l'actuel terminus de la Ligne A à la station Basso Cambo.